# Mirovni zbor
Mirovni zbor ili mirovni korpus (engleski: Peace Corps) je program dragovoljnog rada koji provodi Vlada Sjedinjenih Država. Glavne zadaće Zbora su pružanje novčane, tehničke i druge pomoći, dragovoljni rad izvan SAD-a i upoznavanje neamerikanaca s američkom kulturom i tradicijom, kao i upoznavanje Amerikanaca s drugim narodima i kulturama.
Dragovoljci Mirnovnog zbora su američki državljani, najčešće sa završenim koledžom i tromjesečnom dragovoljnom obukom i s barem dvije godine volonterskog iskustva. Dragovoljci surađuju s vladom, školama, neprofitnim i nevladinim udrugama na područjima informatičkih tehnologija, obrazovanja, zaštite okoliša, poljoprivrede, gospodarskog i društvenog razvoja. Nakon dvije godine dragovoljnog rada, dragovoljci mogu istupiti iz Zbora.
Osnovan je uredbom predsjednika Johna Kennedyja koja je na snagu stupila 1. ožujka 1961. Kongres SAD-a uredbu je potvrdio 2. rujna iste godine te Mirovni zbor proglasio vladinom organizacijom. Sjedište organizacije je u Washingtonu.
Od osnutka 1961. do 2015., oko 220.000 Amerikanaca pridružilo se Zboru i služilo u 141 državi svijeta.

## Vanjske poveznice
- Službene internetske stranice (engl.)